# Кенчурка
Кенчу́рка (рос. Кенчурка) — селище у складі Полевського міського округу Свердловської області.
Населення — 51 особа (2010, 74 у 2002).
Національний склад станом на 2002 рік: росіяни — 83 %.